# 飯島祐輔
飯島 祐輔（いいじま ゆうすけ、本名同じ、男性、1957年（昭和32年） - 2010年（平成22年）2月7日）は、日本の漫画家。代表作に『新・旭日の艦隊』『新海底軍艦 巨鋼のドラゴンフォース』など。

## 人物・経歴
別名義の成人向け作品も含めて、美少女と超弩級戦艦が共演する作品を多く描いた。ゲーム、アニメ、特撮ファンだった。『新・旭日の艦隊』での巻末漫画にてアシスタントが「40歳を超えてヲタアニメ（『おねがい☆ツインズ』）を見て泣ける瑞々しい感性が彼の強みのひとつだ」と語っている。
成人向漫画家桐立のぼると同一人物である。ただし、公式には桐立は飯島のチーフアシスタントとされている。
2010年2月7日、幕張メッセで開催されたワンダーフェスティバルに向かう途中の京葉線の車内で突然意識を失って倒れ、搬送先の病院で死亡が確認された。享年52歳。死因は急性心不全とされている。

## 作品リスト
- ザ・ドリフトガール（1991年、『月刊少年ガンガン』）
- 北海の堕天使（1993年 - 1994年、『奇想艦隊』、原作：吉岡平、『黄金の艦隊』に収録）
- GO!GO!ビスマルク（1994年、『特攻大作戦』に収録、後に『黄金の艦隊』に収録）
- 燃ゆる大海嘯（1995年、『奇想艦隊』読切、原案：たいらひろし、『黄金の艦隊』に収録）
- 新海底軍艦 巨鋼のドラゴンフォース（1996年 - 1997年、『角川コミックス・エース』）
- 新・旭日の艦隊（1998年 - 2006年、原作：荒巻義雄）
- 大海戦!無敵戦艦「越後」（2002年、『コンバットコミック』読切、原作：中里融司）
- 轟拳ヤマト（2006年 - 2008年）
- 新・旭日の艦隊 須佐之男死闘篇（2009年）